# Thomas Lot Mason
Thomas Lot Mason, detto Tom (Portsmouth, 23 novembre 1886 – 1954), è stato un calciatore britannico.
Ha iniziato la sua carriera nel Tottenham Hotspur, nel quale giocò 7 partite e segnò un gol. Successivamente ha giocato nel Southend United e nel Sittingbourne.